# Pistolet Taurus PT-111/138/140/145/157
Taurus PT-111/138/140/145/157 – seria brazylijskich pistoletów samopowtarzalnych produkowanych przez Forjas Taurus. Pistolety z tej serii zostały zaprojektowane jako małogabarytowa broń przeznaczona do samoobrony, ewentualnie mogąca pełnić rolę broni pomocniczej, uzupełniającej pełnowymiarowy pistolet (tzw. back-up gun).
W 1997 roku miała miejsce pierwsza prezentacja pistoletu PT-111. Jest to kompaktowy pistolet samopowtarzalny wyposażony w kompozytowy szkielet kurkowy mechanizm uderzeniowy, z mechanizmem spustowym z wyłącznym samonapinaniem (DAO). Automatyka broni działa na zasadzie krótkiego odrzutu lufy, z ryglowaniem przez przekoszenie. Rolę rygla pełni prostopadłościenna komora nabojowa. Pistolet zasilany jest z 10-nabojowego magazynka. Pistolet wyposażony jest w zewnętrzny bezpiecznik którego skrzydełko znajduje się po lewej stronie szkieletu, dodatkowo posiada automatyczną blokadę iglicy zwalnianą podczas ściągania spustu, zabezpieczającą przed przypadkowymi wystrzałami przy upadku broni lufą w dół.
W 1999 roku zaprezentowano pistolet PT-138 identyczny zewnętrznie z PT-111 ale zasilany amunicją 9 mm Short (.380 ACP). Pod koniec tego samego roku zaprezentowano kolejne pistolety tej serii: PT-140 (.40 S&W) i PT-145 (.45 ACP). Ostatnim przedstawicielem tej serii pistoletów został zaprezentowany w 2001 roku. Jest to Taurus PT-157 kalibru .357 SIG.